# Kemény Dénes (vízilabdázó)
Kemény Dénes (Budapest, 1954. június 14. –) válogatott vízilabdázó, edző, állatorvos. Országos hírnevét a magyar vízilabda-válogatott szövetségi kapitányaként szerezte, amellyel 2000 és 2008 között három olimpiai bajnokságot nyert. Edzői munkája mellett tanít, a Semmelweis Egyetem Testnevelési és Sporttudományi Karának címzetes egyetemi docense. A magyar válogatottat tizenöt éven keresztül, 1997 és 2012 között vezette. Előtte Olaszországban dolgozott. 2012-től 2018-ig a Magyar Vízilabda-szövetség elnöke volt.

## Sportolói pályafutása
A BVSC-ben kezdett vízilabdázni. 1971-ben még ifjúsági játékosként a Budapesti Spartacus játékosa lett. 1973-ban Duisburgban tagja volt a junior Európa-bajnoki címet nyert magyar csapatnak.
1980-tól a Tatabányai Bányász vízilabdázója volt. 1981-ben és 1982-ben második volt a bajnoki góllövőlistán. 1984-től az FTC-ben játszott. 1985 novemberétől 1986 februárjáig az ausztrál Footscray Melbourne csapatában és Victoria állam válogatottjában vendégszerepelt. A magyar bajnokságban 338 mérkőzésen szerepelt. 1987-től 1991-ig az olaszországi Como játékosa volt.
1974-től 1986-ig összesen tizenhét alkalommal szerepelt a magyar felnőtt válogatottban. Az 1977. évi szófiai Universiadén a magyar csapattal ezüstérmet nyert.

### OB I-es statisztikája
| Klub               | Szezon    | Mérkőzés | Gól | Személyi | Kipontozódás |
| ------------------ | --------- | -------- | --- | -------- | ------------ |
| Bp. Spartacus      | 1971      |          |     |          |              |
| Bp. Spartacus      | 1972      |          |     |          |              |
| Bp. Spartacus      | 1973      |          |     |          |              |
| Bp. Spartacus      | 1974      | 22       |     |          |              |
| Bp. Spartacus      | 1975      | 21       | 21  | 16       |              |
| Bp. Spartacus      | 1976      | 22       | 37  | 22       |              |
| Bp. Spartacus      | 1977      |          |     |          |              |
| Bp. Spartacus      | 1978      |          |     |          |              |
| Tatabányai Bányász | 1979      |          |     |          |              |
| Tatabányai Bányász | 1980      | 20       | 33  | 18       |              |
| Tatabányai Bányász | 1981      | 26       | 81  | 29       |              |
| Tatabányai Bányász | 1982      | 26       | 90  | 33       |              |
| Tatabányai Bányász | 1983      | 24       | 63  | 13       |              |
| Ferencváros        | 1984      | 16       | 24  | 17       | 2            |
| Ferencváros        | 1984–1985 | 25       | 36  | 36       | 2            |
| Ferencváros        | 1985–1986 | 22       | 59  | 23       | 1            |
| Ferencváros        | 1986–1987 | 6        | 15  | 8        | 1            |

### Mérkőzései a válogatottban
|     | Időpont           | Helyszín               | Ellenfél      | Gólok | Eredmény | Kiírás                           |
| --- | ----------------- | ---------------------- | ------------- | ----- | -------- | -------------------------------- |
| 1.  | 1974. április 14. | Belgrád, Jugoszlávia   | Hollandia     | 1     | 8–3      | TV kupa                          |
| 2.  | 1977. február 27. | Budapest, Magyarország | Szovjetunió   | 0     | 11–7     | barátságos                       |
| 3.  | 1977. április 30. | Hvar, Jugoszlávia      | Románia       | 1     | 7–6      | Hvar kupa                        |
| 4.  | 1977. május 20.   | Kolozsvár, Románia     | Görögország   | 0     | 12–6     | Román kupa                       |
| 5.  | 1977. május 21.   | Kolozsvár, Románia     | Jugoszlávia   | 0     | 7–4      | Román kupa                       |
| 6.  | 1977. május 22.   | Kolozsvár, Románia     | Bulgária      | 0     | 9–3      | Román kupa                       |
| 7.  | 1978. október 22. | Budapest, Magyarország | Szovjetunió   | 0     | 6–5      | barátságos                       |
| 8.  | 1981. február 28. | Budapest, Magyarország | Szovjetunió   | 0     | 5–7      | barátságos                       |
| 9.  | 1981. július 23.  | Madrid, Spanyolország  | Hollandia     | 1     | 7–4      | nemzetközi torna                 |
| 10. | 1981. július 24.  | Madrid, Spanyolország  | NSZK          | 0     | 5–9      | nemzetközi torna                 |
| 11. | 1981. július 24.  | Madrid, Spanyolország  | Szovjetunió   | 0     | 10–10    | nemzetközi torna                 |
| 12. | 1981. július 26.  | Madrid, Spanyolország  | Spanyolország |       | 7–9      | nemzetközi torna                 |
| 13. | 1986. május 22.   | Tbiliszi, Szovjetunió  | Jugoszlávia   |       | 10–7     | Grúz újságíró-szövetség nagydíja |

## Edzői pályafutása
1978-ban Budapesten állatorvos-doktori oklevelet, 1990-ben a Testnevelési Főiskola Továbbképző Intézetében vízilabdaedzői, 1998-ban vízilabda-mesteredzői oklevelet szerzett. Sporttevékenysége mellett 1986-ig Magyarországon, 1996-ig Olaszországban gyakorlati és kutató állatorvosként is tevékenykedett. Visszavonulása után a Como játékosedzője, majd 1997-ben a magyar férfi vízilabda-válogatott szövetségi kapitánya lett. Ezt követően a sportág történetének egyik legeredményesebb szövetségi kapitányává vált. 1999-ben, 2000-ben, 2004-ben és 2008-ban az év szövetségi kapitányává választották. 2000-ben, a sydney-i olimpiát követően a Magyar Köztársasági Érdemrend tisztikeresztjét vehette át (polgári tagozat). 2003. augusztus 20-án a Magyar Köztársasági Érdemrend középkeresztje (polgári tagozat), 2004-ben az athéni olimpia után a vízilabda-válogatott címvédéséért a Magyar Köztársasági Érdemrend középkeresztje a csillaggal (polgári tagozat) kitüntetést kapta. 2006. december 9-én Prima Primissima díjban részesült. 2008. augusztus 29-én, a pekingi olimpiát követően az immáron háromszoros olimpiai bajnok szövetségi kapitány a Parlament kupolatermében dr. Sólyom László köztársasági elnöktől, Gyurcsány Ferenc miniszterelnöktől és Szili Katalintól, az Országgyűlés elnökétől a Magyar Köztársasági Érdemrend nagykeresztjét (polgári tagozat) vehette át. 2008 novembere óta Budapest díszpolgára. A miskolci Egyetemváros szomszédságában 2009-re felépült sportuszodát róla nevezték el. 2011. május 6-án az Úszó Hírességek Csarnokának tagjává avatták. 2012 szeptemberében bejelentette, hogy a vízilabda-válogatott szövetségi kapitányaként nem hosszabbítja meg lejáró szerződését. 2013 májusában a Magyar Edzők Társaságának alelnöke lett. 2013-tól tagja a FINA edzői bizottságának, melynek alelnöke, majd 2022 júliusától elnöke lett.

### Kapitánysága alatt a magyar válogatott eredményei

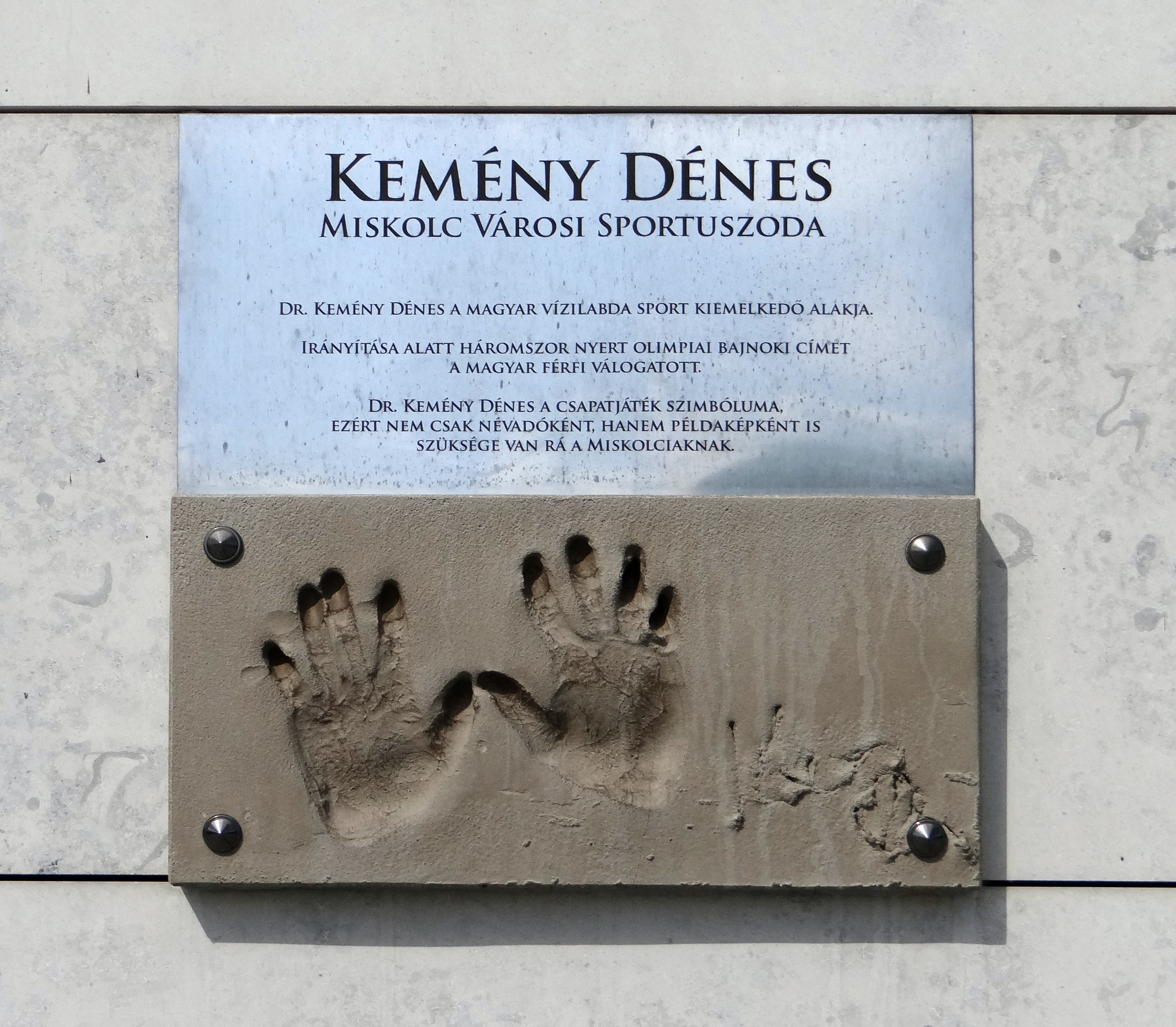
Kemény Dénes tenyérnyomata a róla elnevezett miskolci Kemény Dénes Városi Sportuszoda bejáratánál

- Olimpiai bajnok (2000, 2004, 2008)
- Világbajnok (2003)
- Világbajnoki 2. helyezett (1998, 2005, 2007)
- Világbajnoki 4. helyezett (2011)
- Világbajnoki 5. helyezett (2001, 2009)
- Európa-bajnok (1997, 1999)
- Európa-bajnoki 2. helyezett (2006)
- Európa-bajnoki 3. helyezett (2001, 2003, 2008, 2012)
- Világkupa-győztes (1999)
- Világkupa 2. helyezett (2002, 2006)
- Világkupa 3. helyezett (1997)
- Világliga-győztes (2003, 2004)
- Világliga 2. helyezett (2005, 2007)
- Világliga 3. helyezett (2002)

## Sportvezetőként
2012 decemberében megválasztották a Magyar Vízilabda-szövetség elnökévé, mely megbízatását 2016-ban további négy évre meghosszabbították. 2018. május 29-én bejelentette, hogy lemond: a szeptemberi vízilabda-világkupát követően távozik a Magyar Vízilabda-szövetség elnöki tisztségéből.

## Díjai, elismerései
- 1995 – Mesteredző
- 2000 – A Magyar Köztársasági Érdemrend tisztikeresztje
- 2003 – A Magyar Köztársasági Érdemrend középkeresztje
- 2004 – A Magyar Köztársasági Érdemrend középkeresztje a csillaggal
- 2008 – A Magyar Köztársasági Érdemrend nagykeresztje
- 2003, 2004, 2008 – Az év edzője
- 2008 – Budapest díszpolgára
- 2011 – Úszó Hírességek Csarnokának tagja[27]
- 2014 – A XIII. kerület díszpolgára[28]